# Partido di Rojas
Il partido di Rojas è un dipartimento (partido) dell'Argentina facente parte della provincia di Buenos Aires. Il capoluogo è Rojas.